# Masters de Cincinnati 2024
El Masters de Cincinnati 2024 fue un torneo de tenis perteneciente a la ATP en la categoría de ATP Tour Masters 1000 y a la WTA en la categoría WTA 1000. Se disputa del 12 al 19 de agosto de 2024 en Cincinnati, Ohio (Estados Unidos), sobre canchas duras, el cual pertenece a un conjunto de torneos que forman el US Open Series 2024.

## Puntos y premios

### Distribución de puntos
| Evento       | G    | F   | SF  | CF  | R16 | R32 | R64 | C  | C2 | C1 |
| Individuales | 1000 | 650 | 400 | 200 | 100 | 50  | 10  | 30 | 16 | 0  |
| Dobles       | 1000 | 600 | 360 | 180 | 90  | 0   | 0   | —  | —  | —  |

| Modalidad           | G    | F   | SF  | CF  | R16 | R32 | R64 | C  | C2 | C1 |
| Individual femenino | 1000 | 650 | 390 | 215 | 120 | 65  | 10  | 30 | 20 | 1  |
| Dobles femenino     | 1000 | 650 | 390 | 215 | 120 | 1   | —   | —  | —  | —  |

### Premios monetarios
| Evento                 | G          | F        | SF       | CF       | Ronda de 16 | Ronda de 32 | Ronda de 64 | Q2      | Q1    |
| Individuales masculino | $1 049 460 | $573 090 | $313 395 | $170 940 | $91 435     | $49 030     | $27 165     | $13 915 | $7290 |
| Individuales femenino  | $501 975   | $243 920 | $122 190 | $58 185  | $28 030     | $14 360     | $7745       | $3150   | $1905 |
| Dobles masculino       | $322 000   | $174 920 | $96 090  | $53 010  | $29 140     | $15 910     | —           | —       | —     |
| Dobles femenino        | $143 600   | $72 534  | $35 910  | $18 075  | $9170       | $4530       | —           | —       | —     |

## Cabezas de serie

### Individuales masculino
| N.º | Rank. | Tenista            | Puntos | Puntos por defender | Puntos ganados | Nuevos puntos | Ronda hasta la que avanzó en el torneo             |
| 1   | 1     | Jannik Sinner      | 8770   | 10                  | 1000           | 9760          | Campeón, venció a Frances Tiafoe                   |
| 2   | 3     | Carlos Alcaraz     | 7950   | 600                 | 10             | 7360          | Segunda ronda, perdió ante Gaël Monfils            |
| 3   | 4     | Alexander Zverev   | 6995   | 360                 | 400            | 7035          | Semifinales, perdió ante Jannik Sinner [1]         |
| 4   | 5     | Daniil Medvédev    | 6355   | 90                  | 10             | 6275          | Segunda ronda, perdió ante Jiří Lehečka            |
| 5   | 7     | Hubert Hurkacz     | 4215   | 360                 | 200            | 4055          | Cuartos de final, se retiró ante Frances Tiafoe    |
| 6   | 6     | Andrey Rublev      | 4615   | 10                  | 200            | 4805          | Cuartos de final, perdió ante Jannik Sinner [1]    |
| 7   | 8     | Casper Ruud        | 3890   | (45)                | 10             | 3855          | Segunda ronda, perdió ante Félix Auger-Aliassime   |
| 8   | 9     | Grigor Dimitrov    | 3700   | (45)                | 10             | 3655          | Segunda ronda, perdió ante Fábián Marozsán         |
| 9   | 11    | Stefanos Tsitsipas | 3460   | 90                  | 50             | 3420          | Segunda ronda, perdió ante Jack Draper             |
| 10  | 13    | Tommy Paul         | 3065   | 90                  | 10             | 2985          | Primera ronda, perdió ante Flavio Cobolli          |
| 11  | 12    | Taylor Fritz       | 3290   | 180                 | 10             | 3120          | Primera ronda, perdió ante Brandon Nakashima [WC]  |
| 12  | 14    | Ben Shelton        | 2955   | 45                  | 200            | 3110          | Cuartos de final, perdió ante Alexander Zverev [3] |
| 13  | 17    | Ugo Humbert        | 2365   | 45                  | 10             | 2330          | Primera ronda, perdió ante Jordan Thompson         |
| 14  | 18    | Lorenzo Musetti    | 2250   | 45                  | 50             | 2255          | Segunda ronda, perdió ante Frances Tiafoe          |
| 15  | 16    | Holger Rune        | 2390   | 10                  | 400            | 2780          | Semifinales, perdió ante Frances Tiafoe            |
| 16  | 15    | Sebastian Korda    | 2625   | (50)                | 10             | 2585          | Primera ronda, perdió ante Pablo Carreño [PR]      |

#### Bajas masculinas
| Clasif | Jugador        | Puntos Antes | Puntos a defender | Puntos ganados | Puntos después | Baja debido a        |
| ------ | -------------- | ------------ | ----------------- | -------------- | -------------- | -------------------- |
| 2      | Novak Djokovic | 8460         | 1000              | 0              | 7460           | Descanso.            |
| 10     | Álex de Miñaur | 3490         | 45                | 0              | 3445           | Lesión en la cadera. |

### Dobles masculino
| Tenista                                  | Clasif | Preclasificados |
| Marcel Granollers Horacio Zeballos       | 2      | 1               |
| Rohan Bopanna Matthew Ebden              | 7      | 2               |
| Rajeev Ram Joe Salisbury                 | 11     | 3               |
| Marcelo Arévalo Mate Pavić               | 15     | 4               |
| Simone Bolelli Andrea Vavassori          | 19     | 5               |
| Santiago González Édouard Roger-Vasselin | 26     | 6               |
| Harri Heliövaara Henry Patten            | 27     | 7               |
| Max Purcell Jordan Thompson              | 37     | 8               |

### Individuales femenino
| N.º | Rank. | Tenista             | Puntos | Puntos por defender | Puntos ganados | Nuevos puntos | Ronda hasta la que avanzó en el torneo              |
| 1   | 1     | Iga Świątek         | 10 665 | 350                 | 390            | 10 705        | Semifinales, perdió ante Aryna Sabalenka [1]        |
| 2   | 2     | Cori Gauff          | 7633   | 900                 | 10             | 6743          | Segunda ronda, perdió ante Yulia Putintseva         |
| 3   | 3     | Aryna Sabalenka     | 7366   | 350                 | 1000           | 8016          | Campeona, venció a Jessica Pegula [6]               |
| 4   | 4     | Elena Rybakina      | 6026   | 105                 | 10             | 5931          | Segunda ronda, perdió ante Leylah Fernandez         |
| 5   | 5     | Jasmine Paolini     | 5268   | 220                 | 120            | 5168          | Tercera ronda, perdió ante Mirra Andreeva           |
| 6   | 6     | Jessica Pegula      | 4615   | 105                 | 650            | 5160          | Final, perdió ante Aryna Sabalenka [3]              |
| 7   | 7     | Qinwen Zheng        | 3965   | 105                 | 100            | 3960          | Tercera ronda, perdió ante Anastasia Pavlyuchenkova |
| 8   | 11    | Jeļena Ostapenko    | 3478   | 60                  | 10             | 3428          | Segunda ronda, perdió ante Elina Avanesyan [LL]     |
| 9   | 12    | Daria Kasatkina     | 3103   | 105                 | 65             | 3063          | Segunda ronda, perdió ante Taylor Townsend [Q]      |
| 10  | 14    | Liudmila Samsonova  | 2450   | (55)                | 215            | 2610          | Cuartos de final, perdió ante Aryna Sabalenka [3]   |
| 11  | 13    | Emma Navarro        | 3038   | (98)                | 10             | 2950          | Primera ronda, perdió ante Mirra Andreeva           |
| 12  | 16    | Ons Jabeur          | 2641   | 190                 | 0              | 2451          | Baja antes de la primera ronda.                     |
| 13  | 15    | Anna Kalinskaya     | 2660   | (13)                | 65             | 2712          | Segunda ronda, perdió ante Paula Badosa [PR]        |
| 14  | 19    | Victoria Azarenka   | 2326   | 60                  | 10             | 2266          | Baja antes de la primera ronda.                     |
| 15  | 21    | Marta Kostyuk       | 2260   | (32)                | 120            | 2348          | Tercera ronda, perdió ante Iga Świątek [1]          |
| 16  | 23    | Donna Vekić         | 2108   | 105                 | 10             | 2013          | Primera ronda, perdió ante Ashlyn Krueger [Q]       |
| 17  | 22    | Beatriz Haddad Maia | 2113   | (30)                | 10             | 2093          | Primera ronda, perdió ante Anastasia Pavlyuchenkova |

#### Bajas femeninas
| Clasif | Jugador            | Puntos Antes | Puntos a defender | Puntos ganados | Puntos después | Baja debido a        |
| ------ | ------------------ | ------------ | ----------------- | -------------- | -------------- | -------------------- |
| 8      | María Sákkari      | 3620         | 105               | 0              | 3515           | Lesión en el hombro. |
| 9      | Barbora Krejčiková | 3572         | 1                 | 0              | 3571           | Lesión en el muslo.  |
| 10     | Danielle Collins   | 3572         | 60                | 0              | 3422           | Problemas físicos.   |
| 14     | Madison Keys       | 2728         | 1                 | 0              | 2727           | Lesión en el muslo.  |

### Dobles femenino
| Tenista                            | Clasif | Preclasificadas |
| Kateřina Siniaková Taylor Townsend | 9      | 1               |
| Su-wei Hsieh Elise Mertens         | 9      | 2               |
| Asia Muhammad Erin Routliffe       | 27     | 3               |
| Sara Errani Jasmine Paolini        | 31     | 4               |
| Lyudmyla Kichenok Jeļena Ostapenko | 31     | 5               |
| Caroline Dolehide Desirae Krawczyk | 32     | 6               |
| Demi Schuurs Luisa Stefani         | 40     | 7               |
| Sofia Kenin Bethanie Mattek-Sands  | 61     | 8               |

## Campeones

### Individual masculino
Jannik Sinner venció a  Frances Tiafoe por 7-6(7-4), 6-2

### Individual femenino
Aryna Sabalenka venció a  Jessica Pegula por 6-3, 7-5

### Dobles masculino
Marcelo Arévalo /  Mate Pavić vencieron a  Mackenzie McDonald /  Alex Michelsen por 6-2, 6-4

### Dobles femenino
Asia Muhammad /  Erin Routliffe vencieron a  Leylah Fernandez /  Yulia Putintseva por 3-6, 6-1, [10-4]